# Nueva Zelanda en los Juegos Olímpicos de Londres 1948
Nueva Zelanda estuvo representada en los Juegos Olímpicos de Londres 1948 por un total de 7 deportistas que compitieron en 5 deportes.  
El portador de la bandera en la ceremonia de apertura fue el atleta Harry Nelson. El equipo olímpico neozelandés no obtuvo ninguna medalla en estos Juegos.